# Адам Немец
Адам Немец (на словашки: Adam Nemec, роден на 2 септември 1985) е словашки футболист, който носи екипа на германския втородивизионен клуб Кайзерслаутерн. Играе силно с глава и може да бъде поставян в различни офанзивни позиции.
Немец започва кариерата си в Жарновица и я продължава в Дубница. На 18-годишна възраст той преминава в първодивизионния Жилина през юли 2004 г. и още през първия си сезон в отбора си спечелва титулярното място. През втория си сезон с фланелката на словашкия отбор, той изиграва само 13 мача поради контузия. През кампанията 2006/07 Немец вкарва 13 гола от 21 мача и помага на Жилина да спечели шампионската титла на Словакия. Освен това нападателят взема участие в първия кръг на Шампионската лига 2007/08 срещу люксембургския първенец Дюделанж, където словаците печелят на два пъти с 2:1 и 5:4.
На 3 август 2007 г. Немец е отдаден под наем за една година на Ерцгебирге Ауе от Жилина. Окончателното закупуване в германския отбор не става възможно поради изпадането на саксонците в трета германска дивизия. През лятото на 2008 г. Адам Немец подписва 4-годишен договор в белгийския елитен отбор КРК Генк, където не успява да се утвърди и предимно влиза в игра като резерва.
През лятото на 2009 г. нападателят преминава пробен период и впоследствие подписва 3-годишен договор в германския клуб от Втора Бундеслига Кайзерслаутерн.
При единствения си мач с екипа на Словакия на 10 декември 2006 г., Немец играе срещу отбора на Обединените арабски емирства в Абу Даби и печели с 2:1.

## Успехи
- Шампион на Словакия през 2007 г. с Жилина.